# Tibo Timmermans
Tibo Timmermans is een personage uit de Vlaamse soap Thuis. Tibo werd vanaf 4 oktober 2011 gespeeld door Maxime De Winne. Hij is de echtgenoot van Franky Bomans. Tibo werkte als spoedverpleger en rijdt graag met de motorfiets. Eind oktober 2013 verliet hij de serie en vertrok hij met Franky naar Amerika.

## Fictieve biografie
Tibo werd al snel geïntroduceerd door Franky aan Franky's moeder, Simonne Backx, en grootmoeder, Yvette De Schrijver. Ook de vader van Franky, Frank Bomans, was aanwezig op de eerste ontmoeting, maar bleef het moeilijk hebben met de geaardheid van zijn zoon. Wanneer Franky en Tibo al een tijdje samen zijn begint Tibo zich wel vragen te stellen bij de bijzondere vriendschap tussen Franky en Bram Schepers. Hij is jaloers en laat dit ook blijken aan Franky. Later vertelt Franky dat hij verliefd is geweest op Bram en daarom voor hem in de jeugdgevangenis is gaan zitten. 
Tibo blijft zich moeien met de verzuurde relatie tussen Franky en zijn vader Frank. Einde 2011 blijkt dit zijn vruchten af te werpen, wanneer Frank op eigen initiatief Franky en Tibo komt uitnodigen voor Kerstmis. Kort nadien kondigen ze aan te gaan samenwonen, maar er wordt roet in het eten gestrooid. Na een val in de turnles komt Jana Blomaert bij Tibo op de spoedafdeling terecht. Ze blijkt zijn dochter te zijn. Door het opduiken van Tibo's dochter staat de relatie tussen Tibo en Franky zwaar onder druk. De problemen doen Franky echter beseffen dat Tibo de man van zijn leven is, en dus verrast hij hem met een origineel huwelijksaanzoek.
Het huwelijksfeest eindigt in een drama. Enerzijds wordt Simonne aangereden door Femke waardoor Tibo en Franky hun huwelijksreis doorheen Amerika moeten annuleren. Anderzijds ontdekt Tibo dat zijn dochter Jana een relatie heeft met Bram, waarop Tibo Bram een blauw oog slaagt. Tibo vindt Bram niet geschikt voor Jana gezien zijn rebelse verleden en het grote leeftijdsverschil. Nadat Tibo verneemt dat Bram seks heeft gehad met Jana, terwijl hij nog zit te wachten op de uitslag van een SOA-onderzoek, is het vertrouwen helemaal weg. Tibo dreigt zelfs om Bram bij de politie aan te geven als pedofiel. Tibo en Ellen (Jana's moeder) besluiten dat het koppeltje elkaar niet meer mag zien. Ze komen later terug op deze beslissing als blijkt dat Jana wil vluchten. Doch, wanneer blijkt dat Bram Jana laat spijbelen, krijgt ze huisarrest en mogen beiden elkaar enkel nog onder strikte voorwaarden zien. Het komt nogmaals tot een confrontatie tijdens het zestiende verjaardagsfeest van Jana waarbij ditmaal Bram Tibo een blauw oog slaagt.
Wanneer Tibo terugkomt van een reis blijkt zijn dochter Jana zwanger te zijn van Bram Schepers. Tibo verheugt zich vrij snel op de komst van zijn kleinkind. Jana en Franky hebben er een andere mening over. Jana wil het kind afstaan voor adoptie, maar komt later op haar beslissing terug. Niet veel later komt de foetus te sterven nadat Jana een koolstofmonoxidevergiftiging opliep omwille van een defecte boiler, van een namaakmerk, geleverd door Sanitechniek. Tibo en Franky worden uit hun huis gezet door Luc. 
Eind april 2015 keert Tibo een weekje terug naar België voor zijn werk. Het blijkt dat hij ondertussen al een half jaar gescheiden is van Franky en ondertussen heeft hij al een nieuwe vriend.